# 재방송
재방송(再放送)은 텔레비전 · 라디오 등에서 1회씩 방송(온에어)된 프로그램을 다시 방송하는 것이다.

## 대한민국의 재방송
대한민국의 텔레비전 방송에서는 보도 프로그램을 제외한 교양, 예능, 드라마 등의 장르에서 매일 오전, 낮, 새벽 시간대를 중심으로 재방송이 수시로 편성되고 있다. 이에 따라 프라임타임 시간대의 재방송 비중은 상대적으로 낮은 편에 속한다.
특히 지상파 방송의 경우, 2010년대 초반 이후 IPTV 및 OTT(Over-The-Top) 서비스의 본격적인 등장과 더불어 콘텐츠 소비 환경이 급변하면서, 다양한 프로그램의 접근성과 활용도가 증대되었다. 이러한 변화에 대응하여 지상파 방송사들은 기존 콘텐츠의 재활용 및 시청 기회 확대를 목적으로 재방송 편성을 대폭 확대하는 경향을 보이게 되었다. 이는 시청자 맞춤형 서비스 강화와 프로그램 노출 빈도 증가를 통한 콘텐츠 가치 극대화 전략의 일환으로 해석된다.

## 일본의 재방송
일본의 텔레비전 방송에서 재방송되는 경우가 많은 프로그램은 주로 황금시간대에 방송된 텔레비전 드라마 · 버라이어티 프로그램 · 기행 프로그램 · 다큐멘터리 프로그램 · 텔레비전 애니메이션 등이다. 반면 심야 프로그램의 재방송을 하는 경우는 적다.

## 미국의 재방송
미국에서는 프라임 타임 드라마 등의 재방송이 이루어지고 있다.

## 중국과 타이완의 재방송
중국과 타이완은 유료 방송이 제대로 발달되어 있어, 한국과 유사하게 시간대를 가리지 않고 재방송이 수시로 편성된다. 

## 같이 보기
- 본방송
- 텔레비전 프로그램
- 라디오 프로그램
- 유튜브